# Струните на сърцето
„Струните на сърцето“ (на корейски: 넌 내게 반했어; на английски: Heartstrings) е южнокорейски сериал, който се излъчва от 29 юни до 18 август 2011 г. по MBC.

## Сюжет
И Шин е сърцето на своята музикална група, с уникален глас, който докосва дълбоко. Но зад страстта към музиката, той крие истинското си лице. Незаинтересован, без мечти и цели в живота, той живее единствено в настоящето. И Шин е влюбен в учителката по танци Чонг Юн-су, която се опитва да води нормален живот. Докато един ден, младият музикант не среща друга жена. Тя променя неговия мир и изпълва живота му със смисъл. И Гьо-уон е слънчева, енергична и позитивна, произхожда от богато семейство, което е едно от най-известните в музикалните среди. Тя се движи методично по пътя към сбъдването на мечтата си – да стане известна певица. Но неочакваната ѝ среща с И Шин, по време на концерт, променя живота ѝ...

## Актьори
- Чонг Йонг-хуа – И Шин
- Пак Шин-хе – И Гьо-уон
- Сонг Чанг-и – Ким Сук-хьон
- Со И-хьон – Чонг Юн-су
- Канг Мин-хьок – Йо Джун-хи
- Ким Юн-хе – Хан Хи-джу
- И Хьон-джин – Хьон Ки-йонг
- Им Се-ми – Ча Бо-ун